# Robert Brandom
Robert Brandom (13 maart 1950) is een Amerikaans filosoof die sinds 1998 hoogleraar is aan de Universiteit van Pittsburgh. Zijn werk focust zich vooral op onderwerpen uit de taalfilosofie, filosofie van de geest en logica. Hij haalde zijn Bachelor of Arts aan de Yale-universiteit en zijn PhD aan de Princeton-universiteit, waar hij onder anderen in de leer ging bij Richard Rorty en David Kellogg Lewis.
Brandoms werk kent een sterke invloed van het werk van Wilfrid Sellars, Richard Rorty, Michael Dummett en zijn collega in Pittsburgh John McDowell. Zijn werk is ook in zekere mate gebaseerd op het werk van Kant, Hegel, Frege en Wittgenstein.
Hij is het bekendst vanwege zijn onderzoek op het gebied van semantiek. Hij pleit voor de opvatting dat de betekenis van een uitspraak wordt bepaald door hoe het wordt gebruikt in gevolgtrekkingen. Dit werkt hij vooral uit in zijn werken Making It Explicit: Reasoning, Representing, and Discursive Commitment (1994) en in Articulating Reasons: An Introduction in Inferentialism (2000). Daarnaast heeft hij ook nog een collectie essays gepubliceerd over de geschiedenis van de filosofie, Tales of the Mighty Dead (2002). Zelf stelt hij dat dit een kritische en historische schets is van wat hij noemt de "filosofie van de intentionaliteit". Hij deed tevens de redactie van een verzameling papers over de filosofie van Richard Rorty, Rorty and His Critics (2000). In 2006 hield hij ook de John Locke lectures aan de Universiteit van Oxford, welke gepubliceerd zijn door Oxford University Press onder de titel Between Saying and Doing: Towards an Analytic Pragmatism. Momenteel werkt hij aan een werk rond het magnum opus van Hegel, Phänomenologie des Geistes.